# 아이스키네스

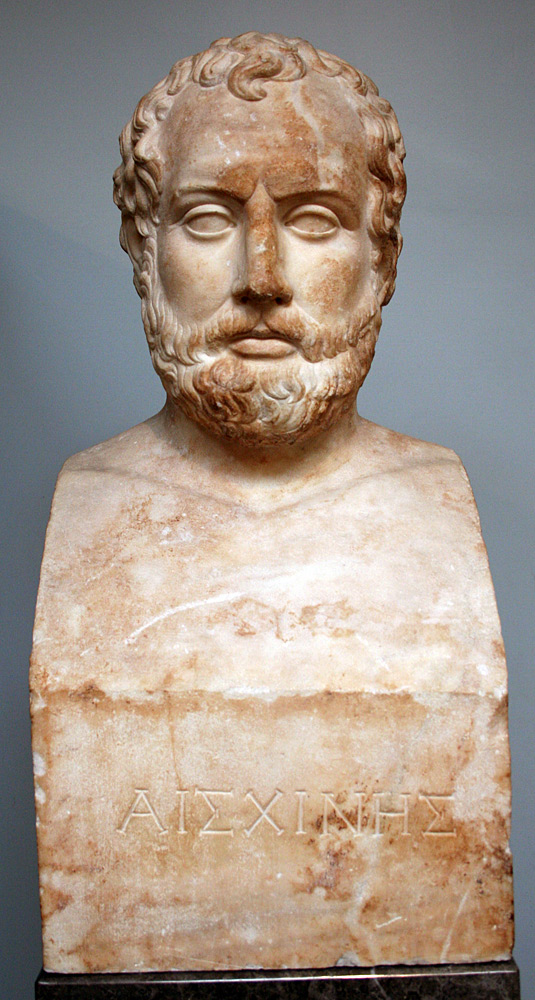

아이스키네스(Aeschines, 기원전 389~314년)는 고대 그리스의 정치인이자 연설가이다.
아테네에 태어난 것으로 알려져 있으나 그의 혈통과 초기 생애에 관한 기록은 상호 충돌된다. 아이스키네스의 아버지는 아트로메투스(Atrometus)였으며 초등학교 교사였다. 어머니 글라우코테아(Glaukothea)는 종교 의식을 도왔다.
독립투사였던 데모스테네스와 티마쿠스에게 반역죄 혐의로 고소되었다.
로도스섬으로 망명하여 이후 사모스섬로 퇴출된 뒤 그곳에서 75세의 나이로 사망했다.